# Gabriel Rosenbach
Gabriel Rosenbach (* 1996) ist ein deutscher Jazzmusiker (Trompete, Flügelhorn).

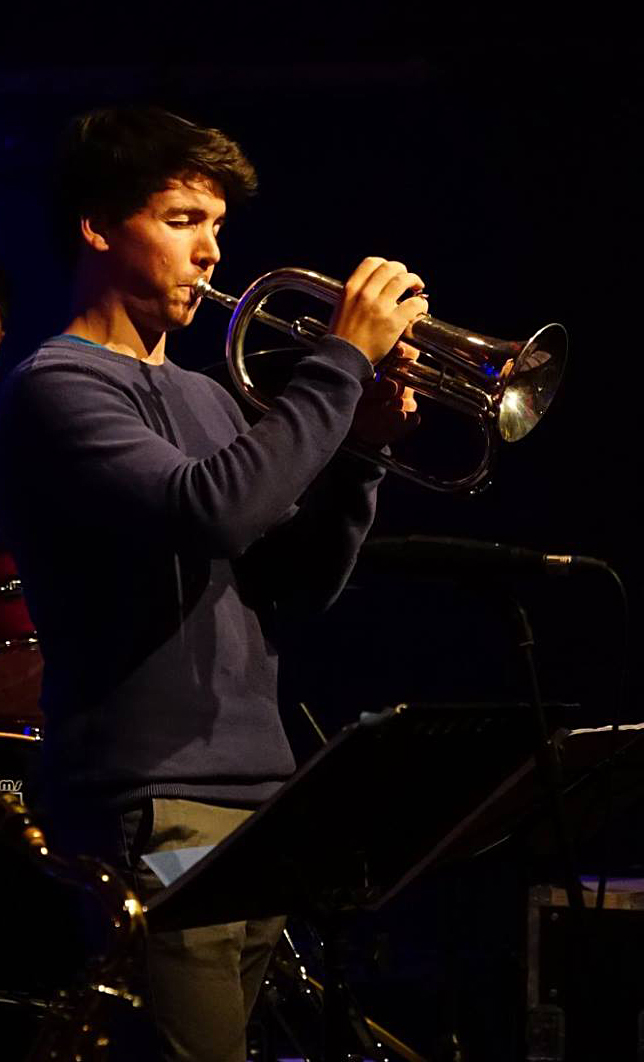
Gabriel Rosenbach im September 2018 bei einem Konzert in Greifswald

## Leben und Wirken
Rosenbach nahm als Jugendlicher in einem Bläserquintett erfolgreich an Jugend musiziert und mit dem Sol-Fa-Jazztett 2015 an Jugend jazzt teil. 2018/2019 gehörte er zum Bundesjazzorchester, während er an der Musikhochschule Dresden studierte.
Rosenbach legte 2019 mit der großformatigen Band Wanubalé das Album Phosphenes vor. Als Mitglied des Hans Anselm Quintetts war er an dem selbstproduzierten Album Obscure Companion (2018) beteiligt; mit der von Anna Wohlfarth und Benedikt Schnitzler geleiteten Hans Anselm Bigband ist er auf deren Album Liquid Circle (Double Moon Records, 2020) zu hören. In dem Zeitraum von 2016 bis 2020 war er Mitglied des von Tobias Altripp geleiteten Quintetts Expedition Quäck; aus diesem Projekt ging das Album Fermata hervor. Mit dem Quartett von Victor Gelling veröffentlichte er 2020 das Album Alpakafarm bei JazzHausMusik. Seit März 2020 steht Rosenbach außerdem als Gastmusiker zusammen mit dem Tobias Altripp Trio auf der Bühne.
Rosenbach trat zudem mit der International ŠKODA Allstar Band auf. Weiterhin spielte er mit der Pascal Klewer Bigband und Pablo Held. Seit 2022 ist er Teil des Loïc Rosnay Quartetts. Zudem war er in verschiedenen Theater- und Musicalproduktionen zu erleben.

## Preise und Auszeichnungen
Rosenbach hat als Solist bzw. Bandmitglied den Sparda Jazz Award 2018 und den future.sounds-Wettbewerb 2019 der Leverkusener Jazztage. 2023 belegte er beim Jungen Münchner Jazzpreis als Teil der Band SMUK des Schlagzeugers Micha Jesske den zweiten Platz.